# EICAS

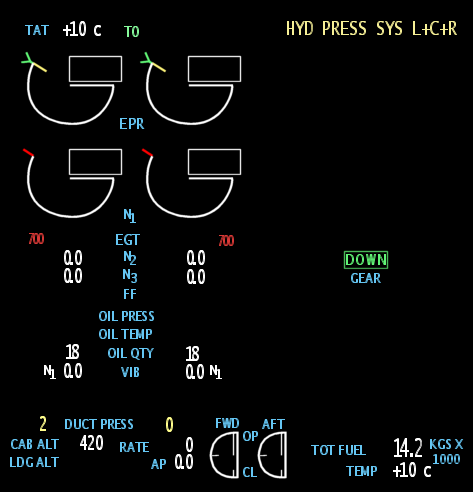
EICAS

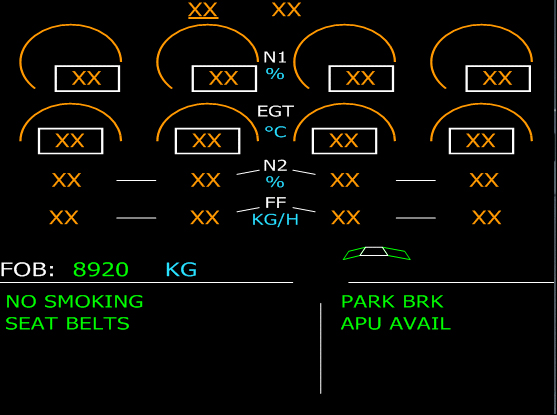
ECAM Display eines Airbus A340-300

EICAS ist die Abkürzung für die von Boeing und anderen Herstellern verwendete Bezeichnung für Engine Indication and Crew Alerting System. Auf Deutsch etwa „Triebwerksanzeige und Besatzungs-Warnsystem“. Bei Airbus heißt ein ähnliches System Electronic Centralized Aircraft Monitoring (ECAM).
Es stellt den Piloten die Anzeige der wichtigsten Triebwerksparameter auf einem Farbbildschirm bereit und informiert die Besatzung, wenn bestimmte Parameter der Triebwerksanlage nicht mehr der Norm entsprechen. Damit kann die Besatzung von der ermüdenden Tätigkeit der Triebwerkskontrolle entbunden werden, was es letztlich ermöglichte, auf einen Flugingenieur zu verzichten.
Mit EICAS und ECAM können sämtliche Systeme des Flugzeuges überprüft werden. Hierzu kann der Pilot bei Bedarf einzelne Systeme, wie zum Beispiel das Hydrauliksystem oder das Treibstoffsystem, auf einer speziellen Bildschirmseite abrufen und anzeigen lassen.
Darüber hinaus bieten EICAS und ECAM auch Warnmeldungen und Fehlermeldungen für alle Systeme des Flugzeuges sowie Hilfen zum Umgang mit der Warnmeldung. Die passende Systemseite wird automatisch eingeblendet.
EICAS oder ECAM wird in Verbindung mit dem elektronischen Fluginformationssystem EFIS eingebaut. Die Bildschirme sind redundant aufgebaut, das heißt, bei Ausfall eines Bildschirms können die Informationen auf andere Bildschirme umgeschaltet werden.